# Биков Василь Володимирович
Васи́ль Володи́мирович Би́ков (біл. Васіль Уладзіміравіч Быкаў, 19 червня 1924, Бички, Ушацький район, Вітебська область, БРСР, СРСР — 22 червня 2003, Боровляни, Мінський район, Мінська область, Білорусь);— білоруський письменник, автор романів, повістей та оповідань, переважно про Другу світову війну.

## Життєпис
Народився в селі Бички Вітебської області СРСР 19 червня 1924 року. На початку Німецько-радянської війни Биков жив в Саратові, де отримував професію залізничника. Лише в 1942 році його було призвано до армії; він пройшов підготовку в піхотному училищі Саратова, після чого потрапив до бойових частин армії у званні молодшого лейтенанта. Брав участь у боях на території України, Австрії, Угорщини, Болгарії, де отримав тяжке поранення та певний час навіть уважався загиблим.
У 1947 році Бикова було демобілізовано, і він повернувся до Гродна. Там розпочав працювати журналістом газети «Гродненська правда». Саме тоді почали виходити його перші повісті «Сотніков», «Обеліск», «Піти й не вертатися» та «Вижити до світанку».
Літературні досягнення Бикова лежать у його правдивих описах долі та переживань людей в обставинах війни, переважно з невеликою кількістю персонажів. Повісті автора не відповідали офіційній героїзованій версії війни, що призвело до звинувачень письменника в «брехливому гуманізмі» від деяких червоноармійських генералів. Василь Биков — дуже відважний і безкомпромісний автор. У 1980 році його нагороджено почесним званням Народного письменника Білорусі.
За межами його рідного краю Василь Биков — найвідоміший білоруський автор. Протягом радянського періоду твори письменника перекладено багатьма мовами, найбільше російською. Сам Биков писав свої твори білоруською мовою, перекладаючи їх потім російською. Письменник мав великий вплив на культуру Білоруси.
З приходом до влади в Білорусі О. Лукашенка влада стала переслідувати Бикова, який виступив із різкою критикою режиму, що встановився в країні. Його твори перестали видавати, їх шельмували в засобах інформації.
1998 року Василь Биков був змушений виїхати з Мінська до Фінляндії на запрошення фінського пен-клубу та прожив півтора року в Гельсінкі, а в 2000 переїхав до Німеччини. В еміграції написав декілька воєнних оповідань та притч, повість «Вовча яма», присвячену наслідкам чорнобильської катастрофи. У 1998 закінчив повість «Стіна».
Помер Биков 22 червня 2003 року в Білорусі, куди він повернувся лише за місяць до смерті.
На його честь названо вулиці в багатьох білоруських містах.

## Твори
- 1960 — «Журавлиний крик» («Жураўліны крык», «Журавлиный крик»)
- 1960 — «Хід конем» («Ход канём», «Ход конем»)
- 1962 — «Третя ракета» («Трэцяя ракета», «Третья ракета»)
- 1964 — «Альпійська балада» («Альпійская балада», «Альпийская баллада»)
- 1965 — «Мертвим не болить» («Мёртвым не баліць», «Мёртвым не больно»)
- 1965 — «Одна ніч» («Адна ноч», «Одна ночь»)
- 1970 — «Сотников» («Сотнікаў», «Сотников»)
- 1971 — «Обеліск» («Абеліск», «Обелиск»)
- 1973 — «Вижити до світанку» («Выжыць да світання», «Выжить до рассвета»)
- 1974 — «Вовча зграя» («Воўчая зграя», «Волчья стая»)
- 1975 — «Його батальйон» («Яго батальён», «Его батальон»)
- 1978 — «Піти й не повернутися» («Пайсці і не вярнуцца», «Пойти и не вернуться»)
- 1983 — «Знак лиха» («Знак бяды», «Знак беды»)
- 1989 — «У тумані» («У тумане», «В тумане»)
- 1999 — «Трагедія Білорусі»

## Нагороди
Державна премія СРСР (за «Вижити до світання», 1974);
Державна премія ім. Якуба Коласа Білоруської РСР (1978);
Ленінська премія (за «Знак лиха», 1986);
Народний письменник Білорусі (1980);
Герой Соціалістичної Праці (1984).